# Lundflorskinn
Lundflorskinn (Botryobasidium pruinatum) är en svampart som först beskrevs av Giacopo Bresàdola, och fick sitt nu gällande namn av J. Erikss. 1958. Lundflorskinn ingår i släktet Botryobasidium och familjen Botryobasidiaceae.  Arten är reproducerande i Sverige. Inga underarter finns listade i Catalogue of Life.

## Källor

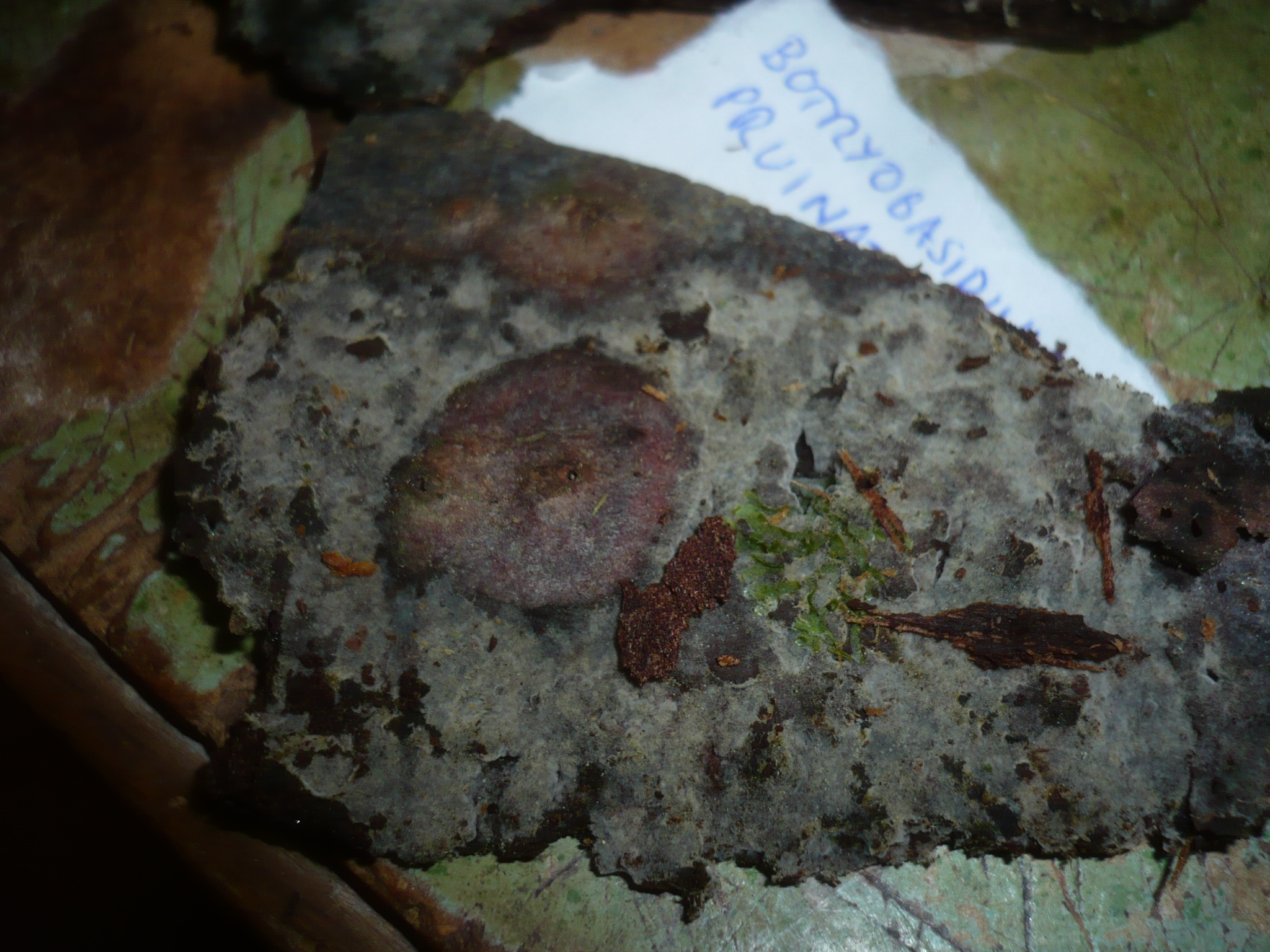